# 조병옥 (1958년)
조병옥(趙炳玉, 1960년 1월 25일~)은 대한민국의 정치인으로, 제38·39대 충청북도 음성군수(민선 7·8기)이다. 충청북도 음성군 출생이다.

## 학력
- 1965~1972 수봉국민학교 졸업
- 1972~1975 한일중학교 졸업
- 1975~1978 음성고등학교 졸업
- 1984~1989 청주대학교 영어영문학 학사
- 2002~2004 충북대학교 행정대학원 행정학 석사

## 경력
- 충청북도청 노인장애인과장
- 충청북도청 도민연수과장
- 충청북도의회 사무처 의회운영전문위원
- 충청북도청 균형개발과장
- 2014.01~2014.07: 충청북도 음성군 부군수
- 2014.07~2015.01: 충청북도청 도지사 비서실장
- 2015.01~2016.12: 충청북도청 균형건설국장
- 2017.01~2017.06: 충청북도청 행정국장
- 2018.07~: 제38·39대 충청북도 음성군수(민선 7·8기)

## 역대 선거 결과
|  | 60.26% |

|  | 54.84% |

| 전임 이필용 | 제38·39대 충청북도 음성군수(민선) 2018년 7월 1일 ~ 현직 |  |